# Mekiro
Mekiro ist eine Insel der Gambierinseln und gehört zu Französisch-Polynesien. 
Die Insel liegt im zentralen Teil der Gambierlagune, 400 m nördlich von Akamaru. Sie ist 470 m lang und etwa sechs Hektar groß. Der höchste Punkt liegt etwa 60 m über dem Meer. Die Insel ist unbewohnt.